# Mountcharles
Mountcharles (iriska: Moin Séarlas eller Tamhnach an tSalainn) är en by i republiken Irland.   Den ligger i grevskapet County Donegal och provinsen Ulster, i den norra delen av landet, 190 km nordväst om huvudstaden Dublin. Mountcharles ligger 80 meter över havet. och antalet invånare är ca 468.
Terrängen runt Mountcharles är platt söderut, men norrut är den kuperad. Havet är nära Mountcharles åt sydväst.Runt Mountcharles är det ganska glest befolkat, med 24 invånare per kvadratkilometer. Närmaste större samhälle är Donegal, ca 5 km öster om byn. Trakten runt Mountcharles består i huvudsak av gräsmarker.
Utanför Mountcharles ligger slottet Slane Castle, där man ofta anordnar stora konserter med populära artister.